# Paldor
Der Paldor (auch Bharange) ist ein Trekkinggipfel im Himalaya.
Der Berg befindet sich am südöstlichen Ende des Gebirgsmassivs Ganesh Himal in der nepalesischen Verwaltungszone Bagmati. Der 5896 m hohe Berg ist ein beliebtes Ziel für Bergtouristen. Er bietet einen Blick auf die nahe gelegenen 1000 m höheren Berge Ganesh V und Salasungo. Er hat eine geringere Schwierigkeit und bietet eine herrliche Aussicht auf die umliegenden Berge. Verschiedene Veranstalter bieten 2–3-wöchige Touren auf den Gipfel an. Der Berg bietet Zugänge über Nordost-, Südost-, West- und Südwestgrat.

## Besteigungsgeschichte
Die Erstbesteigung des Paldor fand 1949 durch Bill Tilman, Peter Lloyd, Tenzing Sherpa und Da Namgyal über den Nordostgrat statt.